# Wybory parlamentarne w Iraku w styczniu 2005 roku
Wybory parlamentarne w Iraku, 2005, odbyły się 30 stycznia 2005 roku na terenie Iraku. Były to pierwsze wybory parlamentarne w Iraku od obalenia reżimu Saddama Husajna w 2003 roku. Wybieranych było 275 przedstawicieli narodu irackiego do Tymczasowego Zgromadzenia Narodowego. Już 29 stycznia 2005 roku rozpoczęło się głosowanie Irakijczyków mieszkających poza granicami kraju. Lokale wyborcze utworzono w 15 państwach świata (łącznie 35 lokali).

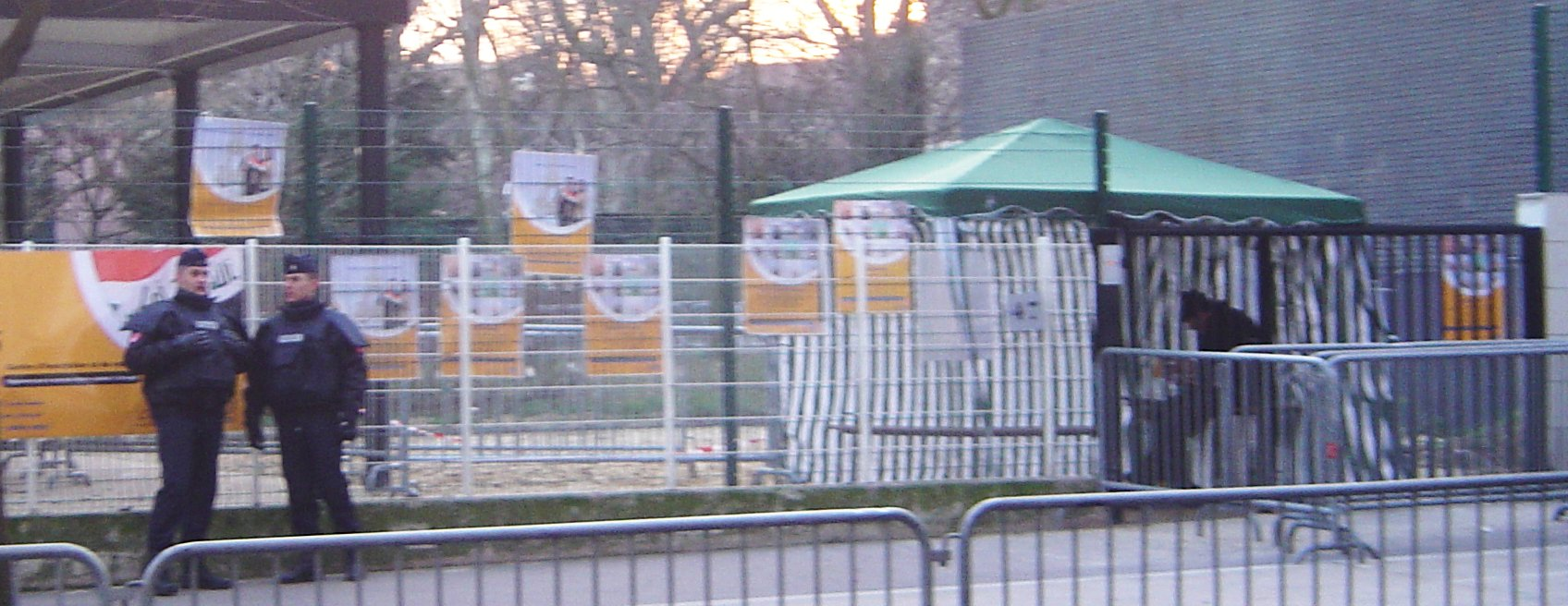
Oddziały policji pilnującej lokal wyborczy w Paryżu, Francja

Według danych państwowej komisji wyborczej, frekwencja wyniosła 59%. Oficjalnie było to 14 milionów Irakijczyków, ale listy wyborców powstawały głównie na podstawie wcześniejszych list, służących do przyznawania kartek zapomogowych. Lokale wyborcze funkcjonowały najlepiej na terenach zamieszkanych przez ludność kurdyjską i szyitów. Na tych terenach mówiło się o prawdziwym przewrocie w świadomości Irakijczyków i entuzjazmie związanym z wyborami. Inaczej było na terenach sunnickich. W Bagdadzie w dzielnicach sunnickich wiele lokali było zamkniętych, a w otwartych ruch był niewielki. W dwustutysięcznym sunnickim mieście Samarra oddano zaledwie 1400 głosów, wliczając w to głosy szyickich policjantów pilnujących urn wyborczych.

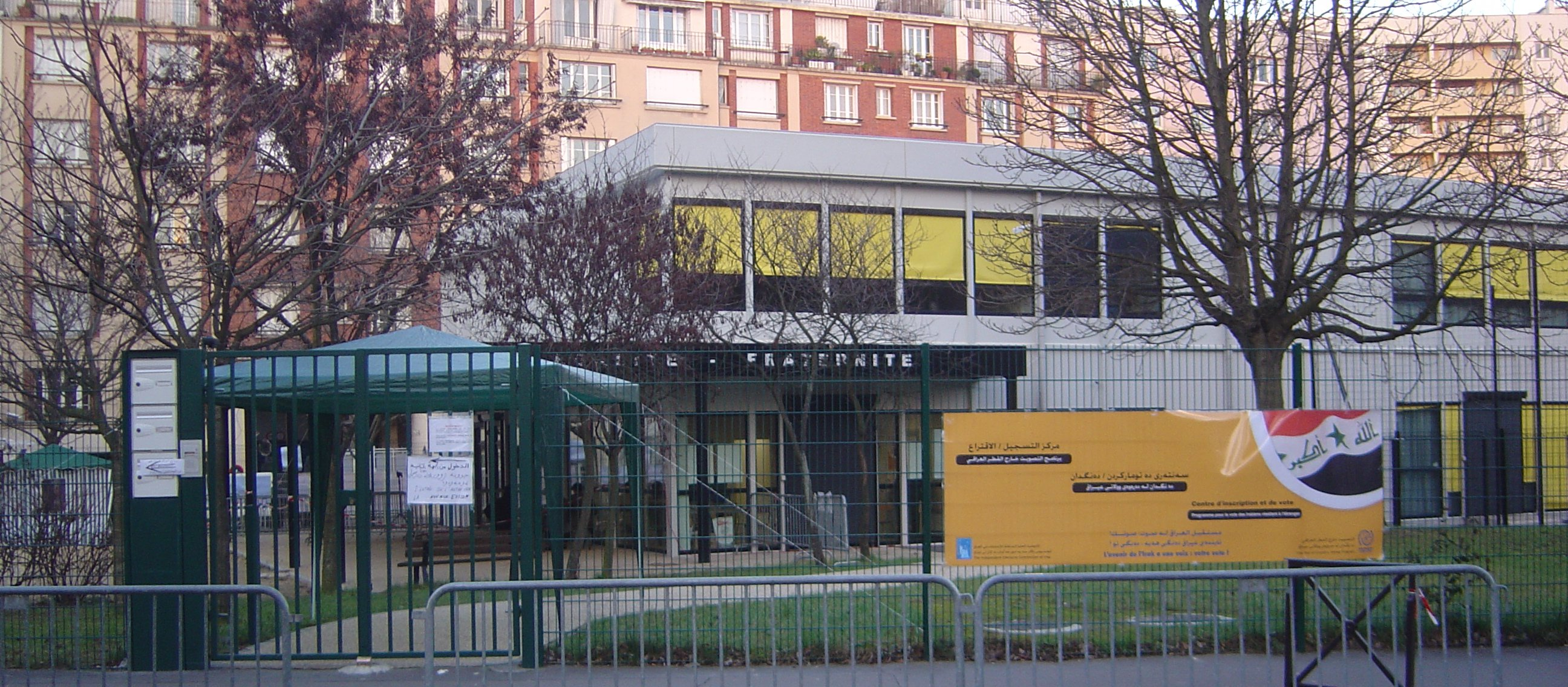
Lokal wyborczy w Paryżu znajdujący się w szkole, Francja

Głosowano na poszczególne ugrupowania systemem proporcjonalnym, bez progów wyborczych. Listy kandydatów były niejawne ze względu na niebezpieczeństwo zamachów terrorystycznych. Niezależna Komisja Wyborcza miała 10 dni na ogłoszenie wyników.
Mimo ochrony wyborów przez 170 tysięcy amerykańskich żołnierzy i ich sojuszników oraz tysięcy Irakijczyków służących w irackiej służbie bezpieczeństwa (w sumie około 200 tysięcy ludzi), w wielu miejscach dochodziło do zamachów. Zginęło w nich ponad 30 osób, z czego większość to cywile, a około setka została ranna. Odpowiedzialność za te akty przemocy, mające przeszkodzić w demokratycznych przemianach w Iraku, brał na siebie Abu Musab az-Zarkawi, jeden z ówcześnie najbardziej poszukiwanych przez USA terrorystów.

## Lista partii
- Demokratyczny Patriotyczny Sojusz Kurdystanu – Kurdowie: komuniści, socjaldemokraci i islamiści.
- Iracka Unia Ludowa – wspierana przez Iracką Partię Komunistyczną
- Iracki Front Turkmenów – Turkmeni
- Irakijczycy – sunnici, lista prezydenta Ghaziego al-Jawira
- Lista Iracka – lista premiera Iljada Allawiego, szyickiego świeckiego
- Niepodległościowy Ruch Demokratyczny – sunnici skupieni wokół Adnana al-Badżahdżiego
- Niepodległościowy Sojusz Ludności Cywilnej – feministki, obrońcy praw człowieka
- Asyryjski Ruch Demokratyczny – asyryjscy chrześcijanie
- Zjednoczony Sojusz Iracki – szyiccy islamiści, z wielkim ajatollahem Alim as-Sistanim, najbardziej wpływowym z irackich duchownych szyickich jako nieoficjalnym patronem[1].

## Wyniki wyborów
W wyborach wygrał Zjednoczony Sojusz Iracki, uzyskując 48,19% głosów (140 mandatów w 275-miejscowym Irackim Zgromadzeniu Narodowym). Za nim uplasował się Demokratyczny Patriotyczny Sojusz Kurdystanu, który zdobył 25,73%% głosów (75 mandatów). Partia premiera Ijada Allawiego – Lista Iracka zdobyła 13,82% głosów (40 mandatów). 
Frekwencja wyniosła 59%. 
|  | Partia Polityczna                                      | Głosy     | Punkty proc. | Mandaty (zmiana) | Mandaty (zmiana) |
|  | ------------------------------------------------------ | --------- | ------------ | ---------------- | ---------------- |
|  | Zjednoczony Sojusz Iracki                              | 4 075 292 | 48,19%       | 140              | +140             |
|  | Demokratyczny Patriotyczny Sojusz Kurdystanu           | 2 175 551 | 25,73%       | 75               | +75              |
|  | Lista Iracka                                           | 1 168 943 | 13,82%       | 40               | +40              |
|  | Irakijczycy                                            | 150 680   | 1,78%        | 5                | +5               |
|  | Iracki Front Turkmenów                                 | 93 480    | 1,11%        | 3                | +3               |
|  | Narodowe Niepodległe Kadry i Elity                     | 69 938    | 0,83%        | 3                | +3               |
|  | Iracka Unia Ludowa                                     | 69 920    | 0,83%        | 2                | +2               |
|  | Kurdyjska Unia Islamska                                | 60 592    | 0,72%        | 2                | +2               |
|  | Islamska Organizacja Akcyjna w Iraku - Centralny Nakaz | 43,205    | 0,51%        | 2                | +2               |
|  | Narodowa Partia Demokratyczna Iraku                    | 36 795    | 0,44%        | 1                | +1               |
|  | Narodowa Lista Rafidain'ego (Asyryjczycy)              | 36 255    | 0,43%        | 1                | +1               |
|  | Blok Pojednania i Oswobodzenia                         | 30,796    | 0,36%        | 1                | +1               |
|  | Pozostałe partie                                       | 444 819   | 5,25%        | -                | -                |
|  | Głosy nieważne                                         | 94 305    | -            | -                | -                |
|  | Razem                                                  | 8 456 266 | 100,0%       | 275              |                  |
|  | Frekwencja: 59%                                        |           |              |                  |                  |